# 9 × 19 mm

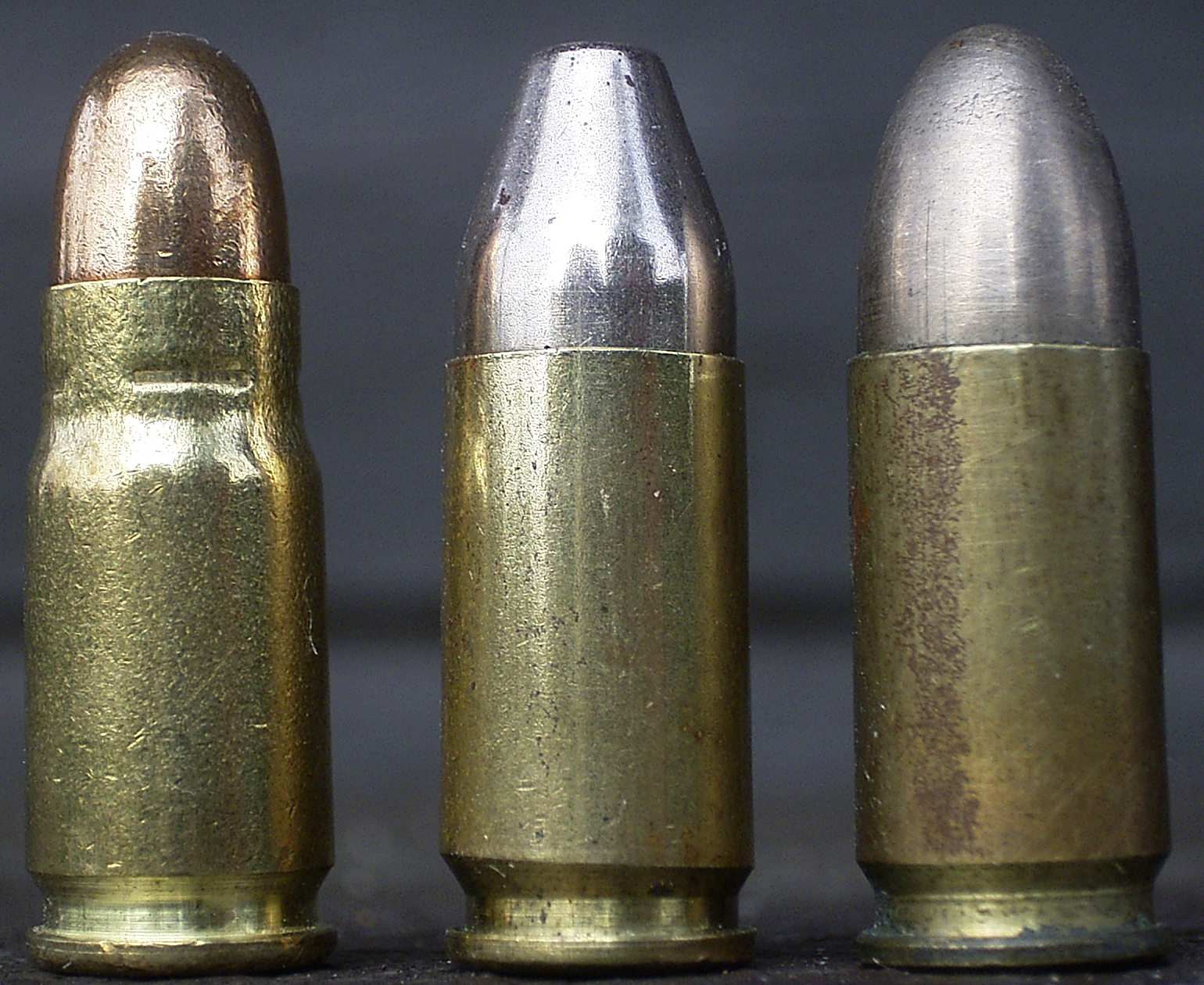
Links 7,65 mm Para, Mitte 9 mm Para Kegelstumpf, rechts 9 mm Para Ogival

9 × 19 mm ist eine der weltweit am weitesten verbreiteten Patronen für Selbstladepistolen. Im deutschen Nationalen Waffenregister (NWR) wird die Patrone unter Katalognummer 486 vorwiegend als 9 mm Luger (Hauptbezeichnung) oder 9 mm Parabellum verzeichnet. Sie findet auch in Maschinenpistolen Verwendung.

## Entwicklung

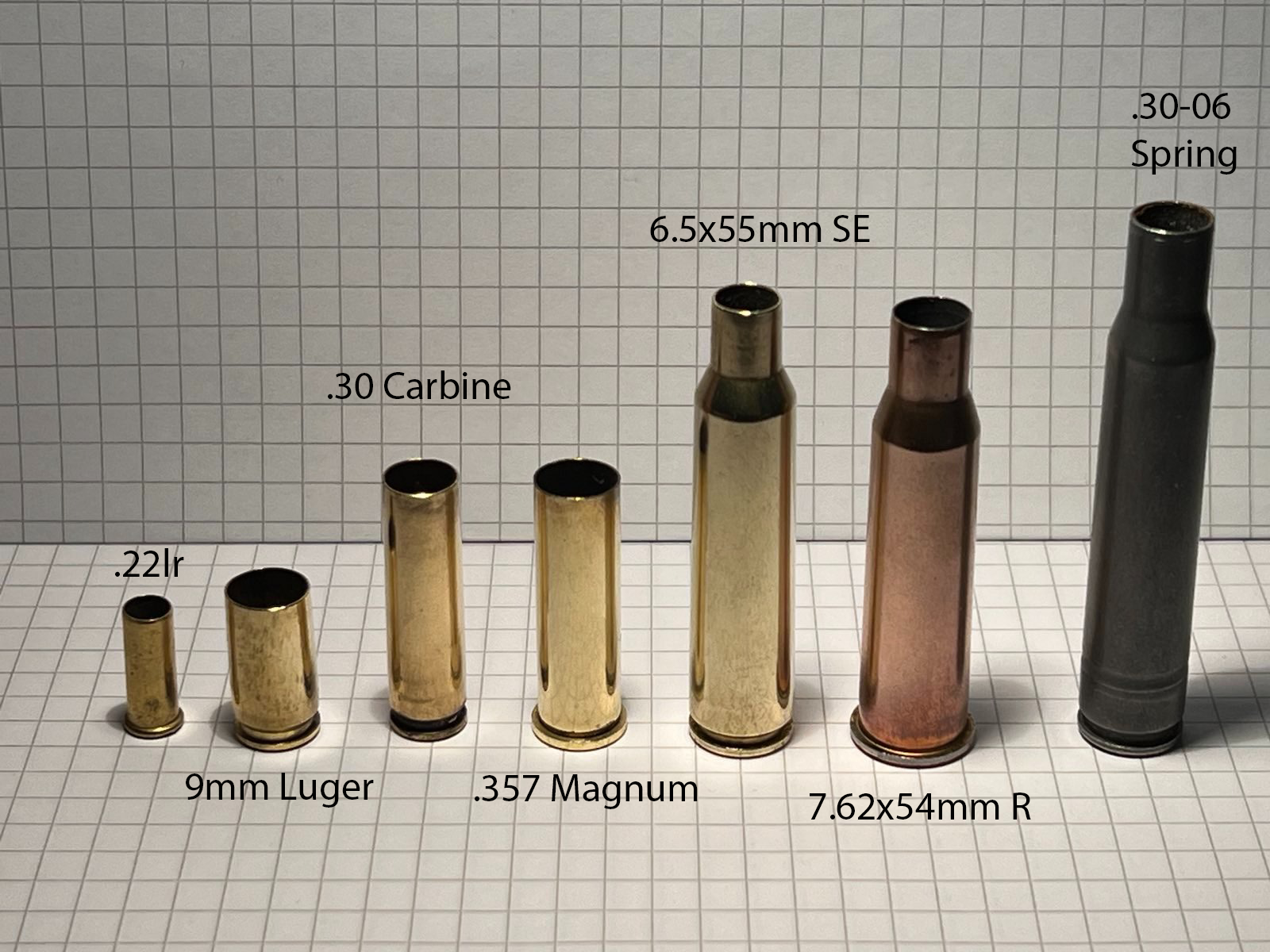
9mm Luger im Vergleich mit anderen gängigen Kalibern

Maße der 9 × 19 mm

Auf Drängen der Gewehr-Prüfungskommission, die für die im Test befindliche Parabellumpistole ein größeres Kaliber mit erhöhter zielballistischer Wirkung des Projektils forderte, entwickelte der Österreicher Georg Luger, Waffenkonstrukteur bei den Deutschen Waffen- und Munitionsfabriken (DWM), aus der Patrone 7,65 × 21 mm Luger, auch 7,65 Luger-Borchardt bzw. Parabellum genannt, die 9 mm Parabellum. Er kürzte dazu die Hülse der 7,65er Luger von 21 mm auf 19 mm und weitete den Hülsenmund für ein 9-mm-Projektil auf.
Da bei der 9-mm-Patrone die Gesamtlänge und der Durchmesser des Hülsenbodens identisch mit den Maßen der 7,65 mm Parabellum ist, konnte bis auf den Lauf und andere Komponenten für das größere Kaliber die Grundkonstruktion der Parabellum-Pistole beibehalten werden.
Parabellum, abgeleitet aus dem Lateinischen: Si vis pacem para bellum („Wenn du Frieden willst, bereite den Krieg vor“), war neben einem seit 1900 eingetragenen Warenzeichen als Parabellum-Berlin auch die Telegramm(kurz)adresse („Drahtwort“) des Berliner DWM-Werkes.
Als Pistolenpatrone 08 eingeführt, war die Patrone mit einem Kegelstumpf-Vollmantelgeschoss von 124 grain bzw. 8 Gramm Gewicht versehen.
Erste Fertigungsstätten waren das Werk der DWM in Karlsruhe, die Königlich Preußische Munitionsfabrik Spandau, das Bayerische Hauptlaboratorium in Ingolstadt und die Königlich Sächsische Munitionsfabrik Dresden.

## Geschichte
Da Teile der eigenen Truppen das Kegelstumpf-Geschoss als Dum-Dum-Geschoss betrachteten und man bei seiner Verwendung somit gegen die Haager Landkriegsordnung verstoßen würde, wurde 1916 das Vollmantel-Kegelstumpf-Geschoss durch ein Vollmantel-Ogival-Geschoss ersetzt. Versuche zeigten, dass die Änderung der Form keine Auswirkungen auf die Leistung des Geschosses hatte. Ab 1930 wurde statt des bislang eingesetzten Zündsatzes 88 der neu entwickelte Zündsatz 30 verwendet. Diese 1916 unter dem Markenzeichen Sinoxid von RWS registrierte Zündung war nicht mehr korrosiv und verursachte kein Ausbrennen der Läufe mehr.
1938 wurden Stahlhülsen eingeführt, um die Verwendung des „Sparmetalls“ Messing zu verringern. Durch den Einsatz von Maschinenpistolen (MP 38 und später MP 40) wurde ein enormer Verbrauch an Pistolenmunition prognostiziert. Problematisch war die Funktion der Pistole 08 mit den Stahlhülsen, so dass die noch vorhandenen Messinghülsen für die Verwendung mit der 08 reserviert werden mussten. Eine weitere Sparmaßnahme wurde ab 1941 eingeführt: die Pistolenpatrone 08 mit Eisenkern. Bis auf einen geringen Teil – wo das Geschoss Berührung mit dem Lauf hat – wurde Blei durch Eisen ersetzt. Das Geschossgewicht reduzierte sich dadurch auf ca. 6,1 g bei einigermaßen gleichbleibenden ballistischen Werten. Im späteren Verlauf des Zweiten Weltkrieges wurde die Pistolenpatrone 08 SE eingesetzt. Dieses Geschoss war aus Sinter-Eisen (SE), einem homogenen Gefüge aus Eisenpulver, das unter hoher Temperatur und Druck hergestellt wurde, was jedoch den Laufverschleiß erhöhte.
1982 wurde die Patrone unter der Bezeichnung 9 × 19 mm in der NATO standardisiert. Neben den Kalibern 5,56 × 45 mm, 7,62 × 51 mm und 12,7 × 99 mm, welche alle aus den Vereinigten Staaten stammen, handelt es sich bei der 9 × 19 mm um die einzige NATO-Patrone, die in Deutschland entwickelt wurde. Für den Einsatz der Patrone bei der Polizei wurde am 11. Juni 1999 von der Innenministerkonferenz die Erarbeitung der technischen Richtlinie „Patrone 9 mm × 19, schadstoffreduziert“ beschlossen. Aufgrund dieser Richtlinie wurde in der Folge 9 × 19 mm Munition mit Deformationsgeschossen für die Polizei entwickelt.
Im Jahr 2004 führte die Bundeswehr im Rahmen des Programms Infanterist der Zukunft das Kaliber 4,6 × 30 mm mit der Maschinenpistole MP7 A1 ein, um die Nachfolge der 9 mm Luger anzutreten. Die Patrone 4,6 × 30 mm wurde in Deutschland bei dem Handfeuerwaffenhersteller Heckler & Koch entwickelt.
Im Jahr 2003 entschied die Conference of National Armament Directors (CNAD) als höchstes NATO-Beschaffungsgremium, dass eine Standardisierung des Nachfolgekalibers der 9 × 19 mm bis auf weiteres ausgesetzt werden sollte, da die ballistischen Leistungen der beiden im Wettbewerb verbliebenen Kaliber 4,6 × 30 mm von Heckler & Koch und 5,7 × 28 mm von FN Herstal aus Belgien als nahezu identisch eingestuft wurden. Hierzu war es gekommen, weil Heckler & Koch massive Einsprüche in Bezug auf das vorangegangene NATO-Erprobungsverfahren geltend gemacht hatte, das in den Jahren 2001/2002 mit rund einjähriger Dauer im NATO-Erprobungszentrum in Bourges (Frankreich) geführt worden war.

## Laborierungen
Heute gibt es zusätzlich zu dem ogivalen Standardgeschoss je nach Einsatzzweck eine Vielzahl unterschiedlicher Geschossmaterialien, -gewichte und -formen. Beispielsweise Leuchtspur, Unterschall, Hohlspitz oder Teilmantel. Für die Streitkräfte und die Polizei Russlands, die als neue Dienstwaffe seit 2003 die Jarygin PJa einführen, wurde eine Patrone mit Stahlkern und stärkerer Ladung entwickelt, die ballistische Schutzwesten durchschlagen kann.

## Bezeichnung in deutschsprachigen Streitkräften
- Pistolenpatrone 08 (Deutschland)
- Pistolenpatrone 41 (Schweiz) von 1941 mit abgerundeter Spitze
- Pistolenpatrone 14 (Schweiz) von 2014 mit ogivaler Spitze

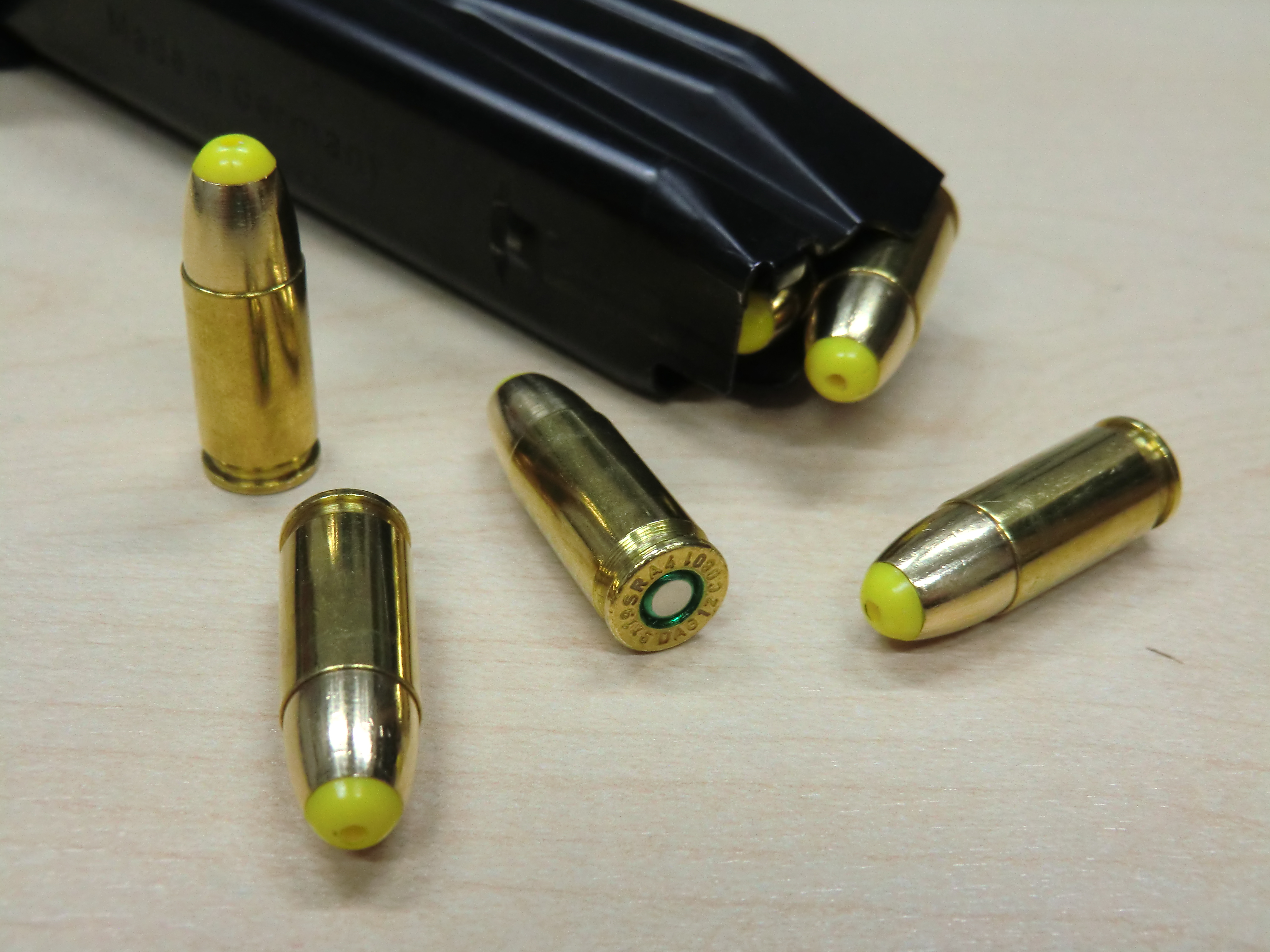
Deformationsmunition

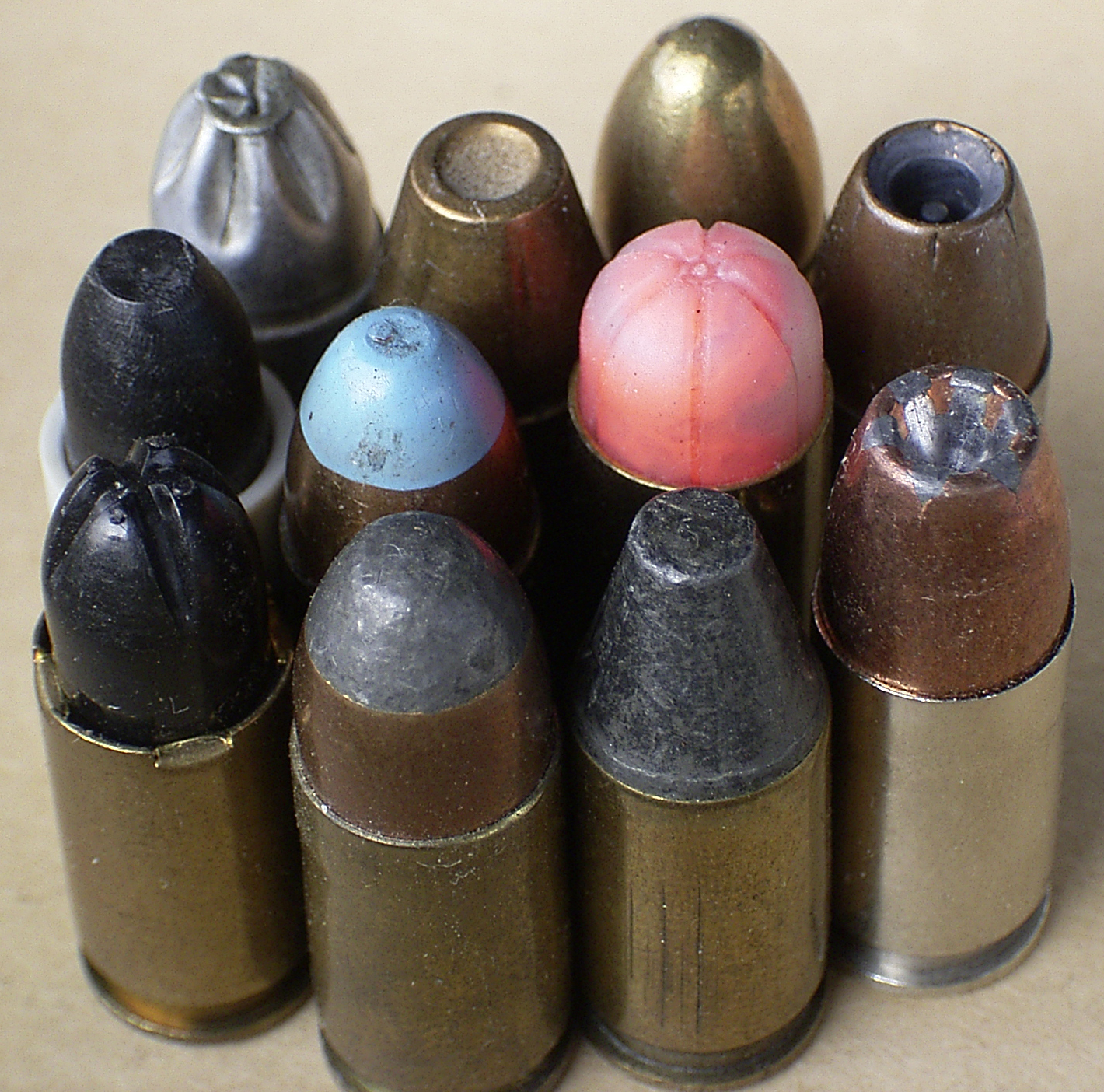
Geschossformen

- Deformationsmunition Geschossformen9 mm S-Patrone 08 (österreichisches Bundesheer)